# USS LST-329
O USS LST-329 foi um navio de guerra norte-americano da classe LST que operou durante a Segunda Guerra Mundial.